# 제니퍼 다링
제니퍼 다링(Jennifer Darling, 1946년 6월 19일 ~ )은 미국의 성우, 연극 배우, 텔레비전 배우, 영화배우이다.
피츠버그에서 태어났다.

## 영화
- 래쳇 & 크랭크 퓨쳐: 어 크랙 인 타임 (2009년)
- 가필드 펫 포스 3D (2009년)
- 가필드 - 마법의 샘물 (2008년) - 보니타 베티 보니 베어 목소리 역
- 가필드 겟 리얼 (2007년)
- 엘라의 모험: 해피엔딩의 위기 (2007년)
- 아이스 에이지 2 (2006년)
- 카에나 (2003년)
- 아톰 - 2003년 시리즈 (2003년)
- 보물성 (2002년)
- 릴로 & 스티치 (2002년)
- 센과 치히로의 행방불명 (2001년)
- 쿠스코? 쿠스코! (2000년) - 보조 목소리 역
- 천지무용 2 - 아득한 마음 (1999년)
- 포카혼타스 2 (1998년)
- 동물 농장 특공대 (1998년)
- 하나벨의 소원 (1997년)
- 천지무용 (1996년)
- 노틀담의 꼽추 (1996년)
- 데몰리션 맨 (1993년) - 컴퓨터 역 (목소리)
- 붉은 돼지 (1992년)
- 알라딘 (1992년)
- 미녀와 야수 (1991년)
- 리틀 네모 (1989년)
- 인어 공주 (1989년)
- 지.아이.조: 더 무비 (1987년)
- 여탐정 미키 (1983년)
- 아들과 딸들 (1977년)
- 6백만 달러의 사나이 - TV 시리즈 (1974년)
- 데이빗 프로스트 쇼 (1969년)